# Videobook
In einem Videobook werden auf Tablet-Geräten wie zum Beispiel dem iPad Videosequenzen, Bildergalerien, interaktive Grafiken und vertiefende Texte zu einer vielschichtigen, multimedialen Erzählung zusammengeführt. Die visuellen Erzählelemente stehen dabei im Vordergrund. Sie werden durch ausführliche Texte oder Originaldokumente ergänzt. Vertrieben werden Videobooks entweder in Form einer einzelnen App oder in Form einer Container App, welche mehrere Videobooks zusammenfasst.
Videobooks finden ihre Anwendung oft als Bestandteil einer transmedialen Erzählstruktur, indem zu diesem Zweck ein Hauptwerk (Film, Buch) für ein Videobook adaptiert und mit weiteren multimedialen Elementen ergänzt wird.

## Geschichte
Erste Formen und Veröffentlichungen von Videobooks erschienen mit der Einführung des iPads im Jahr 2010. Im November 2013 veröffentlichte die Schweizerische Radio- und Fernsehgesellschaft (SRG) als Begleitmedium zur TV-Serie "Die Schweizer" mehrere vertiefende Videobooks in den vier Landessprachen.